# Thilo Hofmann

Thilo Hofmann (2024)

Thilo Hofmann (* 10. November 1967 in Celle) ist Universitätsprofessor für Umweltgeowissenschaften an der Universität Wien. Er lehrt und forscht in den Arbeitsgebieten Umweltschadstoffe, Pflanzenkohle, natürliche und technische Nanopartikeln und Mikroplastik.

## Biografie
Hofmann studierte Geowissenschaften an der Universität Gießen, an der Freien Universität und Technischen Universität Berlin und schloss 1995 mit Diplom das Studium ab. Er promovierte summa cum laude an der Universität Bremen bei Horst D. Schulz in Aquatischer Chemie zum Thema kolloidgebundener Schadstofftransport. Nach seiner Assistenzzeit an der Universität Mainz, einer Gastprofessur in Ho-Chi-Minh-Stadt (Vietnam) und an der Stanford University (USA) habilitierte er 2002 in Geologie. 2005 wurde er als Universitätsprofessor an die Universität Wien berufen und leitet dort die gleichnamige Arbeitsgruppe sowie das Department für Umweltgeowissenschaften. Von 2012 bis 2016 war er Dekan der Fakultät für Geowissenschaften, Geographie und Astronomie dieser Universität und leitet seit Januar 2015 den Forschungsverbund Umwelt der Universität Wien. Seit Januar 2017 ist Thilo Hoffmann zusätzlich außerordentlicher Professor (adjunct professor) an der Duke University (USA). Im darauffolgenden Jahr wurde er zum ständigen Gastprofessor an der Nankai-Universität in China ernannt. Ebenso ist Hofmann Studienleiter bei der Forschungsplattform PLENTY, welche im Mai 2018 vom Rektorat der Universität Wien gegründet worden ist. Thilo Hofmann ist auch eines der Gründungsmitglieder des Zentrum für Mikrobiologie und Umweltsystemwissenschaft (CeMESS) der Universität Wien und seitdem in der Funktion des Vizedirektors aktiv.

### Mitgliedschaften
- Ehrenmitglied der Wasserchemischen Gesellschaft[5]
- Vizepräsident des Österreichischen Vereins für Altlastenmanagement[6]
- Außerordentliche Professur an der Duke University, North Carolina, USA
- Gastprofessor an der Nankai-Universität, China[7]
- Ehemaliges Mitglied des Aufsichtsrates der JR-AquaConSol[8]
- Former TISED Scholar an der McGill University, Montreal, Kanada[9]

## Auszeichnungen
- Erwin-Stephan Preis der Technischen Universität Berlin (1996)
- Promotionspreis der Dortmunder Energie und Wasserversorgung (1998)
- Promotionspreis der Wasserchemischen Gesellschaft, GDCh (1999)
- Fachgruppenpreis der Wasserchemischen Gesellschaft, GDCh (2005)